# Konrad Matuszewski
Konrad Matuszewski (ur. 4 października 2001 we Włoszczowie) – polski piłkarz występujący na pozycji lewego obrońcy w polskim klubie Korona Kielce oraz w reprezentacji Polski U-20.

## Kariera klubowa

### Legia Warszawa
W listopadzie 2013 roku przeszedł dwudniowe testy w akademii Legii Warszawa. W lutym 2014 roku został ponownie zaproszony na testy, po których dołączył do klubu. W 2018 roku otrzymał szansę gry w zespole rezerw, w którym zadebiutował 17 marca 2018 w meczu III ligi przeciwko Sokołowi Ostróda (1:1).

### Wigry Suwałki
17 lipca 2019 został wysłany na roczne wypożyczenie do drużyny Wigier Suwałki. Zadebiutował 17 sierpnia 2019 w meczu I ligi przeciwko Podbeskidziu Bielsko-Biała (1:0).

### Odra Opole
14 sierpnia 2020 udał się na roczne wypożyczenie do zespołu Odry Opole. Zadebiutował 15 sierpnia 2020 w meczu Pucharu Polski przeciwko Lechowi Poznań (1:3). W lidze zadebiutował 28 sierpnia 2020 w meczu I ligi przeciwko ŁKS-owi Łódź (0:4).

### Warta Poznań
15 lipca 2021 podpisał trzyletni kontrakt z klubem Warta Poznań. Zadebiutował 25 lipca 2021 w meczu Ekstraklasy przeciwko Śląskowi Wrocław (2:2). Pierwszą bramkę zdobył 13 grudnia 2021 w meczu ligowym przeciwko Śląskowi Wrocław (2:1).

## Kariera reprezentacyjna

### Polska U-15
6 sierpnia 2015 otrzymał powołanie do reprezentacji Polski U-15. Zadebiutował 24 listopada 2015 w meczu towarzyskim przeciwko reprezentacji Irlandii U-15 (1:2). 7 kwietnia 2016 został po raz kolejny powołany do kadry młodzieżowej.

### Polska U-18
28 sierpnia 2018 otrzymał powołanie do reprezentacji Polski U-18. Zadebiutował 10 września 2018 w meczu towarzyskim przeciwko reprezentacji Macedonii Północnej U-18 (2:2).

### Polska U-19
7 października 2019 otrzymał powołanie do reprezentacji Polski U-19. Zadebiutował 14 października 2019 w meczu towarzyskim przeciwko reprezentacji Albanii U-19 (3:1).

### Polska U-20
19 sierpnia 2021 otrzymał powołanie do reprezentacji Polski U-20. Zadebiutował 2 września 2021 w meczu U20 Elite League przeciwko reprezentacji Włoch U-20 (0:2).

## Statystyki

### Klubowe
(aktualne na dzień 31 maja 2022)
| Klub                 | Sezon              | Liga               | Liga  | Liga   | Puchar kraju | Puchar kraju | Suma  | Suma   |
| Klub                 | Sezon              | Liga               | Mecze | Bramki | Mecze        | Bramki       | Mecze | Bramki |
| -------------------- | ------------------ | ------------------ | ----- | ------ | ------------ | ------------ | ----- | ------ |
| Legia II Warszawa    | 2017/18            | III liga           | 14    | 0      | 0            | 0            | 14    | 0      |
| Legia II Warszawa    | 2018/19            | III liga           | 33    | 0      | 0            | 0            | 33    | 0      |
| Legia II Warszawa    | Ogólnie            | Ogólnie            | 47    | 0      | 0            | 0            | 47    | 0      |
| Wigry Suwałki (wyp.) | 2019/20            | I liga             | 25    | 0      | 1            | 0            | 26    | 0      |
| Wigry Suwałki (wyp.) | Ogólnie            | Ogólnie            | 25    | 0      | 1            | 0            | 26    | 0      |
| Odra Opole (wyp.)    | 2020/21            | I liga             | 28    | 0      | 1            | 0            | 29    | 0      |
| Odra Opole (wyp.)    | Ogólnie            | Ogólnie            | 28    | 0      | 1            | 0            | 29    | 0      |
| Warta Poznań         | 2021/22            | Ekstraklasa        | 25    | 1      | 1            | 0            | 26    | 1      |
| Warta Poznań         | Ogólnie            | Ogólnie            | 25    | 1      | 1            | 0            | 26    | 1      |
| Ogólnie w karierze   | Ogólnie w karierze | Ogólnie w karierze | 125   | 1      | 3            | 0            | 128   | 1      |

### Reprezentacyjne
(aktualne na dzień 31 maja 2022)
| Reprezentacja | Rok     | Mecze | Bramki |
| ------------- | ------- | ----- | ------ |
| Polska U-15   |         |       |        |
| 2015          | 1       | 0     |        |
| 2016          | 1       | 0     |        |
| Ogólnie       | Ogólnie | 2     | 0      |
| Polska U-18   |         |       |        |
| 2018          | 1       | 0     |        |
| Ogólnie       | Ogólnie | 1     | 0      |
| Polska U-19   |         |       |        |
| 2019          | 1       | 0     |        |
| Ogólnie       | Ogólnie | 1     | 0      |
| Polska U-20   |         |       |        |
| 2021          | 1       | 0     |        |
| Ogólnie       | Ogólnie | 1     | 0      |

| Mecze i gole w reprezentacji | Mecze i gole w reprezentacji | Mecze i gole w reprezentacji | Mecze i gole w reprezentacji | Mecze i gole w reprezentacji | Mecze i gole w reprezentacji | Mecze i gole w reprezentacji | Mecze i gole w reprezentacji |
| Polska U-15                  | Polska U-15                  | Polska U-15                  | Polska U-15                  | Polska U-15                  | Polska U-15                  | Polska U-15                  | Polska U-15                  |
| Lp.                          | Data                         | Miejsce                      | Gospodarz                    | Gość                         | Wynik                        | Gol                          | Rozgrywki                    |
| ---------------------------- | ---------------------------- | ---------------------------- | ---------------------------- | ---------------------------- | ---------------------------- | ---------------------------- | ---------------------------- |
| 1.                           | 24.11.2015                   | Dublin                       | Irlandia U-15                | Polska U-15                  | 1:2                          |                              | Mecz towarzyski              |
| 2.                           | 13.04.2016                   | Krosno                       | Polska U-15                  | Finlandia U-15               | 5:0                          |                              | Mecz towarzyski              |
| Polska U-18                  |                              |                              |                              |                              |                              |                              |                              |
| Lp.                          | Data                         | Miejsce                      | Gospodarz                    | Gość                         | Wynik                        | Gol                          | Rozgrywki                    |
| 1.                           | 10.09.2018                   | Skopje                       | Macedonia Północna U-18      | Polska U-18                  | 2:2                          |                              | Mecz towarzyski              |
| Polska U-19                  |                              |                              |                              |                              |                              |                              |                              |
| Lp.                          | Data                         | Miejsce                      | Gospodarz                    | Gość                         | Wynik                        | Gol                          | Rozgrywki                    |
| 1.                           | 14.10.2019                   | Tirana                       | Albania U-19                 | Polska U-19                  | 3:1                          |                              | Mecz towarzyski              |
| Polska U-20                  |                              |                              |                              |                              |                              |                              |                              |
| Lp.                          | Data                         | Miejsce                      | Gospodarz                    | Gość                         | Wynik                        | Gol                          | Rozgrywki                    |
| 1.                           | 02.09.2021                   | Łomża                        | Polska U-20                  | Włochy U-20                  | 0:2                          |                              | U20 Elite League             |